# 何塞·加西亚·冈萨雷斯
何塞·加西亚·冈萨雷斯（西班牙語：José García González，1938年4月23日—2020年3月23日），阿斯图里亚斯人，西班牙精神病学家，神經內科医师。

## 生平
毕业于格拉纳达大学，以论文《西班牙的精神病学社会史》获医学博士学位。1983年至1986年，任西班牙精神病学学会主席。1991年7月至1995年7月，任阿斯图里亚斯自治区政府卫生和社会服务部长。1999年7月至2003年7月，任社会事务部长。2020年3月23日在奥维耶多逝世。